# Poldka
Poldka je  žensko osebno ime.

## Izvor imena
Ime Poldka je različica imena Leopolda oziroma Leopold.

## Pogostost imena
Po podatkih Statističnega urada Republike Slovenije je bilo na dan 31. decembra 2007 v Sloveniji število ženskih oseb z imenom Poldka: 19. Med vsemi ženskimi imeni pa je ime Poldka po pogostosti uporabe uvrščeno na 1.444 mesto.

## Osebni praznik
V koledarju je ime Poldka skupaj z imenoma Leopolda, oziroma Leopold; god praznuje 2. aprila ali 15. novembra.